# Dioses del Mundo del Río
Dioses del mundo del río es una novela de ciencia ficción, la quinta y última de la serie de libros Mundo del Río, escrito por Philip José Farmer. Fue reimpreso en 1998 por Del Rey bajo el título Los Dioses del Mundo del Río.
El libro concluye las crónicas de las aventuras de Sir Richard Burton, Alice Pleasance Liddell, Aphra Behn y Tom Turpin a través de un más allá extraño en el que cada ser humano que ha vivido es a la vez resucitado a lo largo de un valle que se extiende sobre un planeta entero.
La saga original tenía cuatro tomos (A vuestros cuerpos dispersos, El fabuloso barco fluvial, El oscuro designio y El laberinto mágico), y culminaba con la toma de posesión de Burton y los suyos, de los portentosos poderes encerrados en la supercomputadora de la Torre de las Nieblas. Sin embargo, Farmer agregó este quinto tomo.

## Trama
Esta obra principia con el misterioso asesinato del Ético renegado. Burton y los suyos, inquietos por saberse los únicos residentes de la Torre de las Nieblas, se proponen encontrar al asesino, pero éste parece querer jugar con ellos al gato y al ratón. Al poco tiempo, el grupo se interesa más por los poderes de la Torre de las Nieblas, y comienza a resucitar seres humanos a su gusto al interior de la misma. Las cosas se complican cuando los resucitados siguen resucitando más y más personas, lo que origina un problema demográfico de proporciones al interior de la Torre... Además de la posibilidad de que Burton y los suyos sean derrocados. En este sentido, la novela es una interesante repetición del tema del aprendiz de brujo, y una continuación de los tomos anteriores.